# جورج فيلا
جورج فيلا (بالإنجليزية: George William Vella) واسمه الكامل جورج ويليام فيلا هو رئيس مالطا السابق.